# Franz Kern (prêtre)
Ne doit pas être confondu avec Franz Kern (philologue).
Pour les articles homonymes, voir Kern.
Franz Kern (né le 8 novembre 1925 à Sölden près de Fribourg-en-Brisgau et mort le 5 juillet 2012 à Ehrenkirchen) est un prêtre catholique et historien local allemand.

## Biographie
Il est le second des huit enfants du fermier et conseiller municipal du Schwabenhof, Rudolf Kern (1895-1976) et de son épouse Hilda Genovefa née Hug (1901-1943). Après le remariage de son père, un neuvième enfant s'ajoute aux huit. De 1932 à 1938, il étudie à l'école primaire de Sölden. Le pasteur de Sölden, Ernst Föhr (de), lui donne des cours supplémentaires, de sorte qu'en 1938, il est admis dans la tertia inférieure du lycée Berthold de Fribourg-en-Brisgau (de), sautant trois années. Pendant les vacances, il « participe à toutes les activités agricoles de la maison » et apprend également « les travaux cruciaux réservés aux hommes, comme tondre, attacher les gerbes, charger le foin et les remorques de récolte, labourer et semer ». En 1943, en tant que plus jeune de la classe, il passe l'examen normal de l'Abitur, tandis que les étudiants plus âgés doivent passer le Notabitur (de). S'ensuivent trois années de service militaire en Normandie et de captivité. L’expérience de la guerre solidifie sa décision de devenir prêtre. Libéré de captivité au début de 1946, Kern étudie la théologie catholique à l'Université de Fribourg et est ordonné prêtre le 2 juillet 1950 avec quinze autres candidats à Saint-Pierre. Il est ensuite vicaire paroissial à Wolfach pendant deux ans et demi et à l'église Saint-Jean de Fribourg-en-Brisgau (de) pendant cinq ans et demi. En 1957, il obtient un doctorat de la Faculté de théologie de Fribourg avec une thèse sur l'abbé de l'abbaye Saint-Pierre dans la Forêt-Noire Philipp Jakob Steyrer (de), sous la direction de l'historien de l'Église Wolfgang Müller (de) (évaluation de la thèse « magna cum eruditione », examen oral « magna cum laude »). De 1958 à 1962, il est curé à Bühl et en même temps professeur de religion au lycée de filles Notre-Dame d'Offenbourg, de 1962 à 1983 il est curé à l'église Saint-Urbain (de) à Fribourg-Herdern et de 1983 à 2000 il est curé à l'église Saint-Gall de Kirchzarten (de). Il déménage ensuite dans l'une des maisons des aumôniers de l'Assomption Sainte-Marie (de) à Ehrenkirchen-Kirchhofen et enfin dans la maison du beau-père du prélat à Ehrenkirchen. Le 11 juillet 2012, il est enterré au cimetière de l'église Saint-Fides-et-Saint-Marc de Sölden (de).

## Travail

### Publications
En 1995, Kern écrit dans son livre Sölden : « Partout, j'ai pu poursuivre pendant mes heures libres l'intérêt pour l'histoire locale que j'ai hérité de mon père et publier beaucoup de choses qui peuvent également servir à la pastorale. sens plus large." L’intention pastorale est évidente, par exemple, dès la fin du livre : « Cher lecteur ! J'espère que ma dernière demande est aussi la vôtre : que Dieu bénisse notre patrie et lui garde la paix intérieure et extérieure ! Puisse-t-il lui donner, ainsi qu’à ses résidents et à ceux à venir, un bon chemin vers l’avenir ! » Les publications de Kern sont en partie destinées aux historiens spécialisés et en partie au grand public :
- Philipp Jakob Steyrer, von 1749–1795 Abt des Benediktinerklosters St. Peter im Schwarzwald. Studie zur Geschichte des vorderösterreichischen Benediktinertums. Inaugural-Dissertation zur Erlangung der theologischen Doktorwürde einer Hohen Theologischen Fakultät der Albert-Ludwigs-Universität zu Freiburg i.Br. Maschinengeschrieben, 362 Seiten, dazu Vorwort, Quellen und 160 Seiten Anhang mit Dokumenten.
- Philipp Jakob Steyrer, 1749–1795 Abt des Benediktinerklosters St. Peter im Schwarzwald. Studie zur Geschichte des vorderösterreichischen Benediktinertums. In: Freiburger Diözesan-Archiv. Band 79, 1959, S. 1–234. (PDF; 17,3 MB) Abgerufen am 27. Juli 2013. Philipp Jakob Steyrer war der vorletzte Abt von St. Peter. Die gedruckte Fassung ist gegenüber der maschinengeschriebenen Dissertation leicht gekürzt.
- Policei Ordnung des Gotteshauß S. Peter auf dem Schwartzwaldt, aufgerichtet und erstlich publiciert im Jar 1582. In: Freiburger Diözesan-Archiv Band 80, 1960, S. 195–227. (PDF; 20,0 MB) Abgerufen am 27. Juli 2013.
- Sölden. Die Geschichte der Propstei und des Dorfes. Gemeindeverwaltung Sölden 1963. Das Buch erschien 1970 in einer zweiten und 1995 wesentlich erweitert unter dem neuen Titel Sölden. Die Geschichte eines kleinen Dorfes in einer dritten Auflage von 415 Seiten.
- Das Tagebuch des vorletzten Abtes von St. Märgen im Schwarzwald, Michael Fritz. In: Freiburger Diözesan-Archiv Band 89, 1969, S. 141–309. (PDF; 43,6 MB) Abgerufen am 27. Juli 2013. Analog zu Philipp Jakob Steyrer im Kloster St. Peter war Michael Fritz der vorletzte Abt des Abbaye de Saint-Märgen (de).

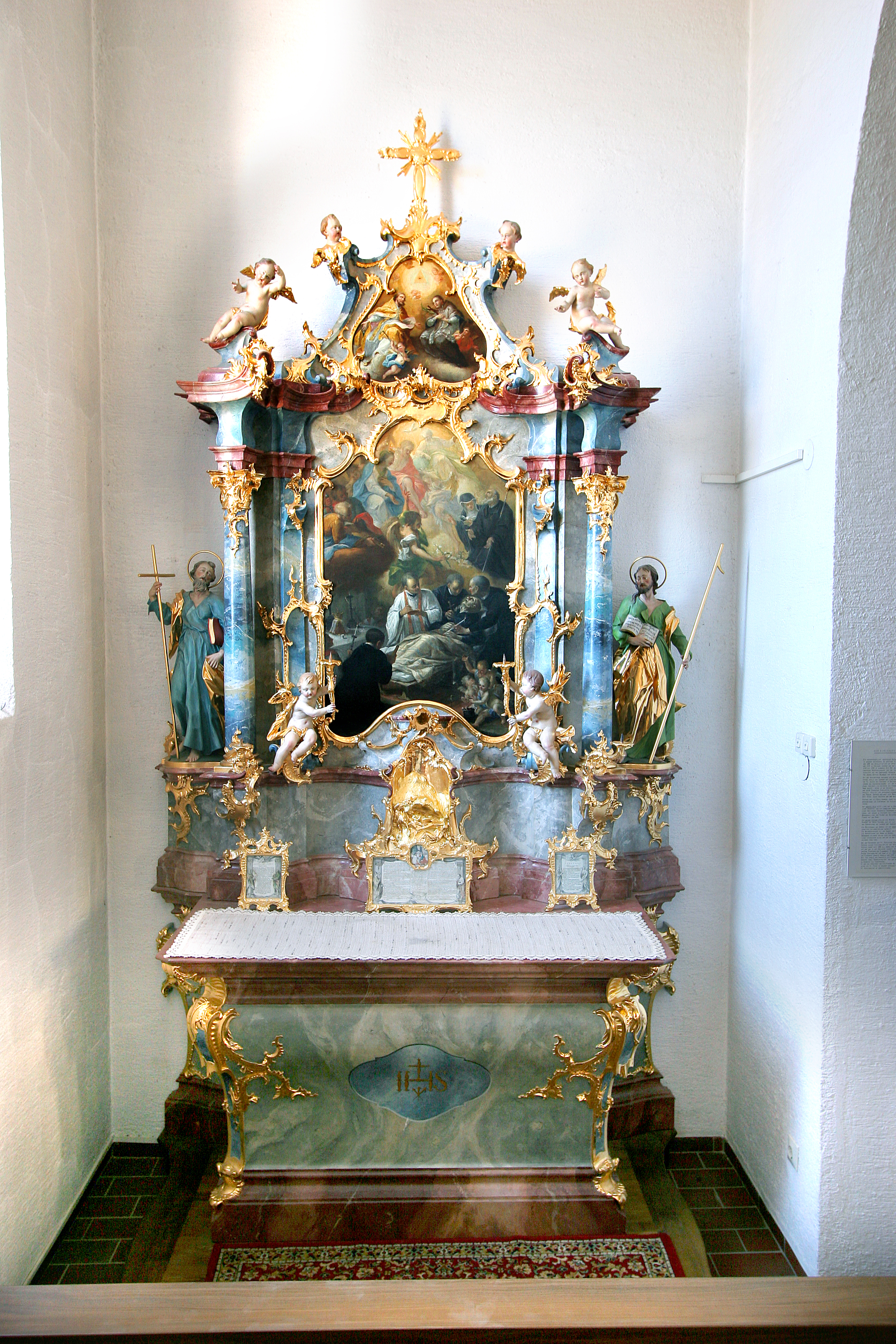
Autel redécouvert par Kern à Saint-Benoît, Eisenbach

- - Ein wiederentdecktes Werk J. C. Brentzingers in der Herderner Urbanskirche. In: Schau-ins-Land Volume 93, 1975, p. 93–96.
  - Pfarrgemeinde St. Urban Freiburg-Herdern. Katholisches Pfarramt St. Urban 1976, 76 pages.
  - Die Pfarrkirche zu St. Fides und St. Markus in Sölden. Beilage zum Mitteilungsblatt der Verwaltungsgemeinschaft Hexental (de) 26, 1978, 32 pages.
  - Dr. Ernst Föhr. In: Freiburger Diözesan-Archiv Band 102, 1982, S. 139–148. (PDF; 25,8 MB) Abgerufen am 28. Juli 2013
  - Das Dreisamtal mit seinen Kapellen und Wallfahrten. Verlag Schillinger, Freiburg im Breisgau 1985, 210 pages. Die erste Auflage war in wenigen Wochen ausverkauft. Die zweite erschien 1986. Insgesamt erlebte das Buch bis 1997 vier Auflagen.
  - Der Giersberg. Das Marienheiligtum des Dreisamtales. Schillinger-Verlag, Fribourg-en-Brisgau, 1989, 104 pages.  (ISBN 3-7954-4794-1).
  - avec Manfred Hermann (de), Pfarrkirche St. Gallus Kirchzarten. 3e édition. Verlag Schnell und Steiner, Ratisbonne, 1991, 27 pages. Die 4. Auflage erschien 1999. Die ersten beiden Auflagen, 1976 und 1983, stammten von Manfred Hermann allein.
  - Die ehemalige Glockengießerei Koch in Freiburg i. Br.. In: Freiburger Diözesan-Archiv Band 112, 1992, S. 279–338. (PDF; 32,3 MB) Abgerufen am 29. Juli 2013. Die Glockengießerei wurde 1856 von Johann Baptist Koch (de) und seinem Bruder Bernhard gegründet. Kern erhielt das handschriftliche Werkbuch der Gießerei für die Jahre 1878 bis 1921 von Johann Baptist Kochs Enkelin Anna Maria Weber geb. Koch (né en 1918). „Die Glockengießerei Koch befand sich in der heutigen Schwarzwaldstraße ... und wurde 1932 von der Brauerei Ganter (de) aufgekauft und abgebrochen. Wo einst das Bronzemetall in die Glockenformen floß, fließt heute das Bier in die Fässer.“ Im Autorenverzeichnis des Freiburger Diözesan-Archivs ist Franz Kern – es ist das einzige Mal – mit seinem vollen Namen Franz Alfons Kern aufgeführt.
  - Philipp Jakob Steyrer – Abt und Wissenschaftler. Dabs: Hans-Otto Mühleisen (dir.), Das Vermächtnis der Abtei. 900 Jahre St. Peter auf dem Schwarzwald. Badenia Verlag, Karlsruhe, 1993,  (ISBN 3-7617-0297-3), p. 39–55.
  - Philipp Jakob Steyrer, Abt des Benediktinerklosters St. Peter im Schwarzwald, und seine Bedeutung für das kunstgeschichtliche Wirken der Abtei. Dans: Bernd Mathias Kremer (dir.), Kunst und geistliche Kultur am Oberrhein. Festschrift für Hermann Brommer (de) zum 70. Geburtstag. Kunstverlag Josef Fink, Lindenberg, 1997,  (ISBN 3-931820-01-7), p. 127–141.

### Découvertes
Ses recherches conduisent Kern à des (re)découvertes. L'autel de la chapelle abbatiale de l'abbaye Saint-Pierre, sculpté par Matthias Faller (de) et décoré d'un tableau de Franz Ludwig Hermann (de), avait disparu. Kern l'a découvert dans l'église paroissiale de Saint-Benoît à Eisenbach. «Toutefois, il y est devenu un 'autel bénédictin'. Parfaitement conservé, il est sans aucun doute le joyau de l'église. Le tabernacle de l'atelier Faller est un tabernacle dit tournant avec quatre représentations sculptées : Naissance du Sauveur, Crucifixion, Mise au Tombeau et Résurrection, une œuvre étonnante, délicate et précieuse. La page principale, qui jusqu'à présent a été décrite de manière incompréhensible comme la scène de la mort de Saint-Benoît est considéré, montre dans la moitié supérieure droite l'ordre du père Benoît et du Sainte-Scholastique, un moine mourant à leurs pieds, entouré de confrères moines. Un moine vêtu de la rosace vient de donner au mourant le dernier viatique, tandis qu'un autre lit un passage de la Sainte Écriture. Dans la moitié supérieure, des anges qui volent à la rencontre de l'âme qui s'en va, au-dessus, Marie, la reine du ciel, avec son divin fils". Le mourant est saint Ulrich von Zell, l'autel n'est pas un autel de Benoît, mais un autel d'Ulrich. "Le pseudo autel de Benoît d'Eisenbach, à cause duquel la nouvelle église a dû être consacrée à saint Benoît en 1933/35, est donc identifié comme l'ancien autel d'Ulrich de la chapelle abbatiale de l'abbaye Saint-Pierre, un chef-d'œuvre de Faller et Herrmann"
Kern découvre également l'autel de la chapelle de l'infirmerie de l'abbaye Saint-Pierre dans l'église paroissiale de Tous-les-Saints (de) à Wieden.
Dans le grenier de Saint-Urbain à Fribourg-Herdern, il trouve un tableau de Johann Caspar Brenzinger (de), représentant le patron de l'église,  le pape Urbain Ier. Il est à nouveau accroché dans l'église. « Les deux puttos peints, tous deux occupés à représenter les symboles de Saint-Pierre. Urbain, les raisins, à porter. Tandis que l'un pose la main sur un panier en osier rempli de raisins bleus et clairs, l'autre porte dans ses mains ce qu'on appelle des « anses » - des branches suspendues avec deux raisins chacune. »

### Soins artistiques de ses églises
Sous le mandat de Kern, Saint-Urbain à Fribourg-Herdern, Saint-Gall à Kirchzarten et la chapelle du Giersberg (de), qui appartient à Saint-Gall, sont entièrement rénovés. À Saint-Gall, il n'y a aucune représentation de saint Benoît, le fondateur de l'ordre bénédictin, dont l'abbaye de Saint-Gall est propriétaire de la paroisse de Kirchzarten pendant plus de cinq cents ans. Kern demande à Otmar Kleiser (né en 1930) de Vöhrenbach-Urach de faire des copies d'une statue de Benoît et d'une statue de sa sœur Scholastique sur le maître-autel de l'ancienne église abbatiale Saint-Pierre, toutes deux de Joseph Anton Feuchtmayer, et les fait placer contre le mur sud de la nef de Saint-Gall, de part et d'autre d'une ancienne statue de saint Gall. De même, il fait sculpter par Kleiser, pour la chapelle du Giersberg, une Pietà de Faller dans l'église Saint-Jacques de Stegen-Eschbach (de). La décoration de la chapelle du nouveau cimetière du Giersberg par Hortense von Gelmini date également de son époque à Kirchzarten.

## Honneurs
En 1963, la commune de Sölden fait de Kern un citoyen d'honneur. Le 9 janvier 1997, il reçoit la Croix fédérale du mérite sur ruban. La commune de Kirchzarten lui décerne l'insigne d'honneur en or en 2000. Lors de l'anniversaire sacerdotal de diamant (60e anniversaire) le 2 juillet 2010, la pastorale et la recherche locale de Kern sont saluées, son sens terre-à-terre, son cosmopolitisme qu'il a acquis au cours de nombreux voyages, seul et en tant que chef de groupe, et son travail de conférence, avec lequel il « a rempli l'auditoire jusqu'à la dernière place. »